# U.S. Men's Clay Court Championships 1989
L'U.S. Men's Clay Court Championships 1989 è stato un torneo di tennis giocato sulla terra. È stata la 79ª edizione del U.S. Men's Clay Court Championships,che fa parte del Nabisco Grand Prix 1989. Si è giocato a Charleston in Carolina del Sud negli Stati Uniti dall'8 maggio al 15 maggio 1989.

## Campioni

### Singolare
Jay Berger ha battuto in finale  Lawson Duncan con il punteggio di 6–4, 6–3.

### Doppio
Mikael Pernfors /  Tobias Svantesson hanno battuto in finale  Agustín Moreno /  Jaime Yzaga con il punteggio di 6–4, 4–6, 7–5.